# Bunocephalus amaurus
Bunocephalus amaurus es una especie de pez de la familia Aspredinidae en el orden de los Siluriformes.

## Morfología
• Los machos pueden llegar alcanzar los 12 cm de longitud total.

## Hábitat
Es un pez de agua dulce y de clima tropical.

## Distribución geográfica
Se encuentran en Sudamérica: ríos costeros entre las desembocaduras de los ríos Orinoco y  Amazonas.